# 助数詞
助数詞（じょすうし）は、数を表す語の後ろに付けてどのような事物の数量であるかを表す語要素である。数詞を作る接尾辞の一群。類別詞の一種である。
日本語のほか、中国語・韓国語など東アジア・東南アジアの多くの言語、またアメリカ大陸先住民の言語などにある。

## 日本語の助数詞
日本語の助数詞は多様性に富んでおり、一説には約500種類もの数が存在するが、助数詞間で使用頻度に差が大きく、「個」、「匹」（動物）、「本」（細長いもの）、「枚」（平たいもの、厚みのないもの）など高頻度で多くの語に用いられる助数詞、「巻」「口」「門」「艘」「合」のような、相当程度使うが対象が限定的な助数詞、「闋」のような、低頻度で日常的にはほぼ現れない助数詞が連続的に存在している。一つの語に対して二・三種の助数詞が可能な場合もあるが、一方で特に助数詞が決まっていない語もあり、雑然とした状態にある。

### 数詞との組み合わせと語形変化
助数詞には漢語（音読み）のものも和語（訓読み）のものもあるが、原則として数詞もそれに合わせる。つまり、漢語の助数詞の前では漢語の数詞である「いち」「に」「さん」〜を使い、和語の助数詞の前では和語の数詞である「ひと」「ふた」「み」〜を使う。しかし、例外もあり、たとえば鳥を数える「羽（わ）」は和語だが、常に漢語の数詞と組み合わせる。逆に「晩（ばん）・鉢（はち）・幕（まく）・役（やく）・椀（わん）」などは漢語だが和語の数詞と組み合わせる。「一組」は通常「ひとくみ」だが、「3年1組」というときは助数詞ではなく序数詞（一番目の組という意味なので）「いちくみ」になる。
漢語の場合、原則として「4」は「よん」（「よ」もあるが少数）、「7」は「なな」と和語を用いる。また、「9」は漢音の「きゅう」になり、呉音の「く」はごく一部の助数詞との組み合わせでのみ出現する。
現代語では多くの場合和語の数詞が使えるのは1からせいぜい4までで、それ以上は漢語の助数詞を使うか、または漢語の数詞を和語の助数詞に組み合わせる。
助数詞が外来語の場合は漢語の数詞を使うことが多い。原語の数詞を使うこともあるが、この場合も少ない数でしか使えない。「クラス・シーズン」など、和語数詞と組み合わせることのできる助数詞も少数ある。
例：
- 1枚（いちまい）・2枚（にまい）・3枚（さんまい）
- 一皿（ひとさら）・二皿（ふたさら）・三皿（みさら）。6皿（ろくさら）は「むさら」とは言わない。
- 1セット（いちセット/ワンセット）・2セット（にセット/ツーセット）・3セット（さんセット/スリーセット）

漢語においては音便化や連濁も多い（例: 一匹=いっぴき、二匹=にひき、三匹=さんびき）。おおまかな規則としては、
- 助数詞が無声子音（か行・さ行・た行・は行）で始まるときは、「1・6・8・10・100」が促音便を起こす（「8」は促音便を起こさないこともある）。このとき、助数詞が「は行」で始まっている場合は「ぱ行」に変化する。
- 数詞が「ん」で終わる漢語の場合（「3・1,000・10,000・半」）、少数の助数詞が連濁を起こす。

と言える。「3回」（さんかい）と「3階」（さんがい・さんかい）、「3杯」（さんばい）と「3敗」（さんぱい）、「4本｣（よんほん）と「4発」（よんぱつ・よんはつ）の例のように、規則性を捉えることが難しく、日本語学習者泣かせの点のひとつである。
数が1または2のときだけ、数のかわりに専用の語を用いることがある（長男・次男、初段、初校・再校など）。
とくに不規則なものを以下にあげる。
- つ: 1から9までのものに対してつける。10は「とお」で、11以上は「つ」をつけない。
- 日: 一日は、日付の場合は「ついたち」と和語で言うことができるが、日数の場合は漢語を使う。二日から十日までと二十日は「か」で終わる専用の和語を用いる。それ以外は漢語のみを使うが、14日は和語の助数詞を使って「じゅうよっか」と言うことがあり、しばしば「正しい日本語かどうか」の議論の種になる。
- 月: 月名は漢語「がつ」のみを使う。4月・7月・9月はそれぞれ「しがつ・しちがつ・くがつ」になる。月数は和語「つき」か、漢語「箇月」（かげつ）を使うが、慣用表現を除くと前者は四月までしか使えない。
- 年: 漢語を使うが、4年・7年は「よねん・しちねん」（「よんねん・ななねん」ではない）。9年は「くねん・きゅうねん」の両方がある。
- 年齢: 漢語の「歳」を使うほか、1から10までは「つ」と同様に言うことができる。また二十歳を「はたち」、三十路を「みそじ」と言うことがある。
- 人: 現代語では「ひとり・ふたり」のみを和語でいい、漢語は使わない。それ以外は漢語の「にん」を使う。「4人・7人」は「よにん・しちにん」になる（「よんにん・ななにん」にはならない）。9人は「くにん・きゅうにん」の両方がある。
- 時（じ）・時間（じかん）: 「4時・7時・9時」はそれぞれ「よじ・しちじ・くじ」になる。
- 羽（わ）: 「わ」は和語であるが、漢語の数詞と組み合わせる。3羽・1,000羽は「さんば・せんば」になる。

### 文法
文法的には通常、数を表す語要素から助数詞までが合わせて統語上1つの語とみなされ、名詞または副詞と同様にあつかわれる。
メートルなどの計量単位を表す語も、文法的には助数詞と同じ働きをする。そのため、助数詞に含めるか、「助数詞・単位」のように一括して論ずることが多い。
『七人の侍』（≠7人の侍）、『二十四の瞳』（≠「24の瞳」）、『三百六十五歩のマーチ』（≠「365歩のマーチ」）のように、「作品名」（漫画、小説などのタイトル）や固有名詞（人名、地名など）で「漢数字」を用いた名詞で修飾することもあり、作品名で装飾されている「漢数字」を「アラビア数字」に直すのは著作権者（原作者）の意に反する表現であり、「漢数字」と「アラビア数字」の取り違えによる表記ゆれが誤植の原因になりうる（例として、『3月のライオン』（漫画・アニメ）と『三月のライオン』（映画）とでは、全く別の作品になる）。

#### 名詞的用法
数詞＋助数詞＋の＋名詞（「3人の男」）または名詞＋数詞＋助数詞（「男3人」）の形であとに格助詞をともなう。あるいは「3人の男だ」のように、助動詞を伴い述語となる。「3人が来る」のように、修飾する名詞がなくともよい。
「個」は、「3個師団」のようにある種の名詞に前置してかつ「の」なしで修飾できるが、これは中国語の「箇（个）」に由来する用法である。「3ヶ月・3ヶ所・3ヶ国」などの「ヶ」（箇）も成り立ちは同じであるが、現在の日本語では「箇」だけで助数詞であるという意識は失われていてヶ＋○で一つの助数詞をなす。

#### 副詞的用法（数量詞の遊離）
「3人いる」のように、格助詞を伴わず修飾語となる。被修飾語は原則として動詞だが、「倍」など度合いを表す助数詞に限り、「3倍明るい」のように形容詞、形容動詞を修飾できる。
名詞的用法と副詞的用法は修飾する対象が異なるために、同じ数量でも文意に差が出ることがある。たとえば「腐った3個のみかんを捨てた」は、腐っていたみかんは3個であることを含意するが、「腐ったみかんを3個捨てた」は、捨てた数が3個という意味であって、腐っていたみかんの数は4個以上のこともありうる。また、「3個のみかんをください」は構文としては正しくても不自然であり、「みかんを3個ください」のほうが自然である。これはたくさんあるみかんからいくつかを抜き出すという行為が暗黙に意識され、抜き出された数はみかんではなく行為の属性であるとみなされることによる。

### 一覧
以下に名詞に対応する助数詞の一覧を示す（漢字表記は助数詞に「一」を付けたものとし、読みは括弧内に標準的な助数詞の読みのみを記す。必ずしも「一」を付けた時の読みとは一致しない）。なお、外来語が起源の助数詞（単位）には、一般的にアラビア数字を用いて表記する。（例：1バイト）
- あ行
  - 灯り - 1灯（とう）
  - アリ - 1頭（とう）
  - 安打 - 1本（ほん）
  - 行燈 - 1張（はり）
  - 家 - 1戸（こ）、1軒（けん）、1棟（むね、とう）
  - イカ - 食品の場合は1杯（はい）、生物の場合は1匹（ひき）
  - 筏 - 1枚（まい）
  - 衣桁 - 1架（か）
  - 遺骨 - 1体（たい）、1柱（はしら）
  - 囲碁の対局 - 1局（きょく）、1番（ばん）
  - 椅子 - 1脚（きゃく）
  - 井戸 - 1本（ほん）、1基（き）
  - 衣類 - 1着（ちゃく）
  - 印籠 - 1具（ぐ）
  - ウサギ - 1羽（わ）
  - 牛 - 1頭（とう）
  - 謡い物・語り物 の一段落- 1闋（けつ）。一闋（ひとくさり）とも
  - 宴 - 1席（せき）、1献（こん）
  - 団扇 - 1柄（へい）
  - うどん - 麺を指す場合は1玉（たま）。1杯（はい）
  - 映画 - 1巻（かん）、1齣（こま/シーン）、1本（ほん）
  - 枝 - 1枝（えだ）
  - エビ - 1頭（かしら）、1尾（び）
  - 烏帽子 - 1頭（かしら）
  - 襟 - 1掛（かけ）
  - 演能 - 1番（ばん）
  - お年玉 - 1封（ふう）
  - 鬼 - 1匹・疋（ひき）
  - 斧 - 1挺（ちょう）
  - 帯 - 1筋（すじ）、1条（じょう）
- か行
  - 蚕 - 1頭（とう）
  - 鏡 - 1面（めん）
  - 掛け軸 - 1幅（ふく）、双幅の場合には1対（つい）
  - 駕籠 - 1挺（ちょう）
  - 傘 - 1本（ほん）、和傘は1張（はり）
  - 蟹 - 1杯（はい）、1匹（ひき）
  - 株式 - 1株（かぶ）
  - 兜 - 1刎（はね）
  - 神 - 1柱（はしら）
  - （特定の場所に祀られている）神 - 1座（ざ）
  - 蚊帳 - 1張（はり、ちょう）
  - カレイ（魚）-1枚（まい）
  - 乾麺 - 1把（わ）、
  - 騎馬・騎兵 - 1騎（き）
  - （文章の）行 - 1行（ぎょう、くだり）
  - 銀行 - 1行（こう）
  - 薬 - 1錠（じょう）、1カプセル、1服（ふく）、1包（ほう）、薬に包んだ散薬は1貼（ちょう）
  - 果物 - 1果（か）、1菓（か）、果実は1顆（か）
  - 靴 - 1足（そく/左右1組で）
  - 袈裟 - 1領（りょう）
  - 原動機 - 1発（はつ）、1基（き）
  - 航空機 - 1機（き）
  - こて（アイロン） - 1丁（ちょう）
  - 琴 - 1面（めん）、1張（はり、ちょう）
  - 子供 -1人（ひとり）
  - 米俵 - 1俵（ひょう）、1輿（こし）
  - ご飯 - 1膳（ぜん）、1杯（はい）
- さ行
  - 魚 - 1匹（ひき）、1尾（び）、1喉（こん）
  - 酒 - 1献（こん）
  - 砂糖 - 1斤（きん）、1叺（かます）、1貫（ぬき）
  - 詩 - 1篇（へん）
  - 地蔵 - 1尊（そん）
  - 三味線 - 1棹（さお）、1挺（ちょう）
  - 車両 - 1台（だい/自動車）、1両（りょう/鉄道車両など、ただし公営交通事業などの場合、バスにも使用されることもある）
  - 銃 - 1挺（ちょう）
  - 数珠 - 1連（れん）
  - 将棋の対局 - 1局（きょく）、1番（ばん）
  - 食パン - 1斤（きん）
  - 書類 - 1部（ぶ/同じ書類を作る場合）、1葉（よう）、1頁（ページ）
  - 真空管 - 1球（きゅう）
  - 新聞 - 1部（ぶ）
  - 握り寿司 - 1貫（かん/二個で1貫説、1個で1貫説あり）、1個（こ）
  - 墨 - 1挺（ちょう）
  - 戦車 - 1両（りょう）
  - 相撲 - 1番（ばん/取組）、1枚（まい/番付の地位）
  - 線香 - 1炷（しゅ）
  - 川柳 - 1句（く）
  - 算盤 - 1面（めん）、1挺（ちょう）
- た行
  - 田 - 1枚（まい）、1面（めん）
  - 大砲 - 1門（もん）
  - タイヤ ‐ 1本（ほん）1輪（りん）
  - タコ - 食品の場合は1杯（はい）、生物の場合は1匹（ひき）
  - 戦い - 1戦（せん）
  - 畳 - 1畳（じょう）
  - 魂 - 1柱（はしら）
  - ダム - 1基（き）
  - 弾丸 - 1発（はつ、ぱつ）
  - 箪笥 - 1棹（さお）
  - 反物 - 1反（たん）、1匹・疋（ひき、むら）
  - 蝶 - 1頭（とう）
  - 鳥類 - 1羽（わ）
  - 提灯 - 1張（はり、ちょう）、1帳（ちょう）
  - 机 - 1脚（きゃく）、1台（だい）、1卓（たく）
  - 鼓 - 1張（はり、ちょう）、1丁（ちょう）
  - 壺 - 1口（く、こう）、1壺（こ、つぼ）
  - テープ（音響用、データ用） - 1巻（かん）
  - 手紙（書簡） - 1通（つう）、1封（ふう）、1本（ほん）
  - テント - 1張（はり、ちょう）
  - 刀剣 - 1振（ふり）、1腰（こし）、1口（くち）、1剣（けん）、1刀（とう）
  - 塔婆 - 1基（き）
  - 投票 - 1票（ひょう）（投票された票の数）
  - 豆腐 - 1丁（ちょう）
  - 灯籠 - 1基（き）
  - 土地 - 1筆（ひつ・ぴつ、時に「ふで」）、特に不動産登記の単位として[1]
- な行
  - 海苔 - 1帖（じょう）10枚
- は行
  - 俳句 - 1句（く）
  - はさみ - 1挺（ちょう）
  - 箸 - 1膳（ぜん）
  - 花 - 1輪（りん）
  - 花びら - 1片（ひら、へん）、1枚（まい）
  - はららご（たらこ、筋子など、魚の卵塊） - 1腹（はら）
  - 半紙 - 1帖（じょう）20枚
  - 半導体素子（トランジスタ、ダイオードなど） - 1石（せき）（ラジオなどに使われているトランジスタなどの数）
  - ビデオゲームで次にプレイ可能な残されたプレイヤー数 - 1機（き）
  - 人 - 1人（にん・たり）、1名（めい）
  - 屏風 - 1台（だい）、1架（か）。二架で1双（そう）。
  - 拍子 - 1拍（はく）
  - ヒラメ（魚）- 1枚（まい）
  - 鰭 - 1基（き）
  - 仏像 - 1躯（く）、1体（たい）
  - 船 - 1隻（せき/船舶、艦船、艦艇など）、1艘（そう/帆掛舟等）、1艇（てい/ヨット、競漕ボート、艦艇など）、1杯（はい/伝馬船、艦艇など）
  - 褌 - 1丁（ちょう）
  - ヘラブナ（魚）- 1枚（まい）
  - 宝石 - 1粒（つぶ）、1顆（か）
  - 墓所 - 1区画（くかく）
  - 墓石 - 1基（き）
  - 本 - 1冊（さつ）、1部（ぶ）
  - 巻物 - 1巻（かん）
- ま行 - わ行
  - 幕 - 1張（はり、ちょう）
  - 神輿 - 1基（き）
  - 美濃紙 - 1帖（じょう）48枚
  - 虫 - 1匹（ひき）
  - 矢 - 1手（て）（矢二本で1手）、1条（じょう）、1本（ほん）
  - 槍 - 1本（ほん）、1筋（すじ）、1条（じょう）、
  - 弓 - 1張（はり、ちょう）
  - 羊羹 - 1棹（さお）、1本（ほん）、1切れ（きれ）
  - 料理 - 1品（しな、ひん）、1人前（にんまえ）
  - 類人猿 - 1頭（とう）、1人（にん・たり）
  - 霊 - 1柱（はしら）、1位（い）
  - 和歌 - 1首（しゅ）

## 中国語の助数詞
中国語では量詞（リヤンツー liàngcí）というのが普通であり、日本の中国語学でもそのまま量詞と呼ぶことが多い。ただし、必ずしも「量」を表さないので、類別詞などと呼ぶ場合もある。
中国語の場合、「個」・「張」などのように、名詞を修飾するものは「名量詞」、「回」・「次」などのように、動詞を修飾するものは「動量詞」と呼んでいる。
現代の中国語（普通話）では、量詞は200種前後が用いられており、量詞に近い使い方をする単位も含めると350種以上になる。
最も常用される代表的なものは「個（箇・个）」であり、近年ますます多用されるようになってきている。日本語と共通する漢字を用いるものでも、使える対象が異なる場合がある。例えば、「匹」はもっぱらウマ、ロバ、ラクダに用いる他、反物にも用いるが、他の動物は「隻（只）」や「頭」を用いるなどの違いがある。
中国語の量詞の用法は日本語とは大きく異なる。量詞とそれが修飾する名詞の間には日本語の「の」にあたる「的」を入れてはならない。また、指示詞（この・その・どの）や「毎」なども名詞を直接修飾することはなく、間に量詞を入れて「這個人」（この人）、「毎個人」のように言わなければならない。
数（とくに「一」・「幾」）と量詞の組み合わせは、それが修飾する名詞が不定であることを示すために使われる。とくに存在や出現を表す「存現文」では量詞を必要とすることが多い。
「一」＋量詞を重ねると、「……ずつ」のような意味になる。
名詞の後に量詞を付けて、総体を指すのに使う造語法がある。例えば、名詞の「人」を数えるのに用いるのは「個」や「口」であるが、「人口」というと人をまとめてその数を指す。名詞の「馬」と量詞の「匹」を合わせて「馬匹」というとさまざまな馬の総体を指す。

### 方言
中国語でも、方言では対応する量詞が異なったり、使用範囲が違ったりする。例えば、椅子は、北京語や普通話では「把」を用いるが、広東語では「張」を用いる。この例では、椅子のどの部分（背もたれか座る部分か）に着目するかという違いによっているが、一般的に、標準的な形状や大きさに地域差があるものなどは、量詞にも違いが出やすい。また、他の例としては傘は北京語や広東語では「把」を使い、閩南語では「枝/支」を使うのがある。
広東語や潮州語などでは、名詞の前に数詞を伴わない量詞を付けて、英語の定冠詞のように、全体の中のひとつを指す、特定化に用いる例もある。例えば、「一架車」は英語の「a car」のように、ある1台の車というイメージであるが、「架車」とすると英語の「the car」のように、話者が特定の1台の車を指していう言い方に変わる。
広東語や潮州語では形容詞の後に量詞を付けて、性状と形状を同時にいう例もある。

### 歴史
すでに甲骨文字において容器を用いて量をいう表現が記されているが、先秦では通常は数詞を直接名詞につなげており、量詞を使った表現は「馬十乗」（論語、「乗」は4頭にあたる）など少数である。容器を用いない助数詞が普通にみられるようになるのは秦代からで、魏晋以降は多用される。また、上記「馬10乗」に見られるように、古くは「名詞・数詞・量詞」の順の方が普通だったが、現在は原則として名詞は後に来る。

## ベトナム語の助数詞
ベトナム語をはじめとする東南アジアの言語では、語族にかかわらず助数詞を多用する言語が多い。
ベトナム語の助数詞の使い方は中国語とよく似ている。語順も似ているが、指示詞（この・その・あの・どの）は名詞の後ろにつく。
日本語と同様にベトナム語にも中国語から借用した数詞と固有語の数詞があるが、前者は特定の語でしか用いられず、たとえ助数詞が漢語に由来するものであっても、固有語の数詞とともに使用する。例：「bốn (4) quyển (冊) sách (本) này (この)」。bốn は固有語、quyển は漢語「巻」。
特によく使われる助数詞として、動かない物一般に使う cái と、動く物（動物など）一般に使う con がある。
ベトナム語で助数詞のつかない名詞は「……というもの」のような一般的な意味になることが多く、具体的なもの・特定のものを表すには助数詞をつける。

## 英語の助数詞
英語には単位や容器を使って数える場合を除いて通常助数詞は必要なく、数詞は直接名詞を修飾することができる。しかし、これには例外があり、以下の場合には直接数詞をつけることができないため、助数詞に似た表現を利用する。
- 不可算名詞を数えるとき
  - a sheet of paper （紙1枚）
  - a piece of chalk （チョーク1本）
- 常に複数形で使う名詞や集合名詞を数えるとき
  - two pairs of pants （ズボン2着）
  - four head of cattle （牛4頭）なお、この場合は heads にならない。